# 汐汲
『汐汲』（しおくみ）とは、歌舞伎・日本舞踊の演目のひとつ。

## 解説
初演は文化8年（1811年）3月の江戸市村座で、『■話水滸伝』（じだいせわすいこでん）の二番目大切に出された七変化舞踊『七枚続花の姿絵』（しちまいつづきはなのすがたえ）のひとつとして、三代目坂東三津五郎が演じた。二代目桜田治助作詞、二代目杵屋正次郎作曲、初代藤間勘十郎振付。七変化の内容は以下の通り。
1. 女三の宮… 常磐津
2. 梶原源太… 常磐津
3. 汐汲……… 長唄と常磐津の掛合い
4. 猿廻し…… 長唄
5. 願人坊主… 常磐津
6. 老女……… 長唄
7. 関羽…… 常磐津

このうち『汐汲』のほか願人坊主は、六代目尾上菊五郎が曲を常磐津から清元に改めてからは、『うかれ坊主』の通称で知られている。
『汐汲』の内容は松風・村雨の伝説や能の『松風』に拠る。松風と村雨という二人の姉妹の海女と、その二人を恋人にした在原行平の話であるが、この踊りにはそれとは違うほかの趣向も入っている（後述）。
舞台は松のある浜辺に満月の見える夜の景色、そこに松風が汐を汲む桶を担いで現れる。松風は烏帽子に狩衣（実際には長絹という能装束）を着ており、これは都へ帰ってしまった在原行平が残したという形見の品である。まず汐を汲む所作を見せ、次に中啓を持っての舞、それから烏帽子狩衣を脱いで行平のことを思うクドキとなる。その次に三蓋傘（さんがいがさ）という傘を三つ重ねたものを持って踊る。この三蓋傘は本来は子供の玩具なので、ここは子供のつもりで踊れとの口伝がある。最後は烏帽子と狩衣を左手に持ち、開いた扇を右手で掲げてきまり、幕となる。なお初演時には長唄と常磐津の掛合いだったが、三代目三津五郎がのちに自身で再演したとき長唄のみの曲として以降、現在でももっぱら長唄のみで踊られている。

## 『汐汲』と「男舞」
松風・村雨伝説をもとにしたというこの『汐汲』には、不思議なところがある。それは松風の格好についてである。
松風が登場したとき、頭には烏帽子を被り、身には狩衣（長絹）を着ているが、その下の扮装はというと、髪は花櫛のついた島田髷、それに縫いのある赤地の振袖に黒の帯を振り下げに結ぶというどこかのお姫様のような格好で、いかに芝居の事とはいえ海女の姿には見えない。しかしこれは、この『汐汲』に「男舞」（おとこまい）の趣向を取り入れているからである。
男舞とは、本来は烏帽子水干を着て舞う白拍子の舞のことである。この白拍子の舞はのちに歌舞伎にも所作事として取り入れられたが、これは烏帽子に水干という姿だけを取り入れて、男舞と称した。それは実際にはこの『汐汲』のように振袖の娘姿で、その上に烏帽子を被り長絹などの広袖の装束を着て扇を持ち舞うというものであった。つまりこの『汐汲』は松風村雨を題材にしてはいるものの、行平の形見の烏帽子・狩衣に事寄せて男舞の趣向を見せるという踊りなのである。『汐汲』の内容をまとめると、
- 男舞（烏帽子狩衣〈長絹〉に振袖の娘姿、中啓の舞）
- 松風村雨の伝説（汐を汲む所作、クドキ）
- 三蓋傘の所作

ということになり、じつは男舞を舞う中で松風村雨の話を踊ってみせ、さらに三蓋傘の所作を男舞や松風村雨とは関わりない景物として見せるというものになっている。これはのちに三代目三津五郎が演じた七変化舞踊『月雪花名残文台』（つきゆきはななごりのぶんだい）のなかに、小鼓を持って舟に乗るという白拍子の所作事（『浅妻船』）があるが、これも烏帽子長絹の下は『汐汲』と同様の姿となっており、歌舞伎舞踊における男舞の趣向を残しているといえる。
なお『汐汲』初演の時は、関羽の霊が女三の宮・梶原源太・汐汲・猿廻し・願人坊主・老女にそれぞれ化けて現れるという設定であった。関羽の霊が男舞の女姿に化け、それがさらに松風村雨の所作を見せるという、複雑な趣向だったのがわかる。現在そういった設定は伝わっていないが、三代目三津五郎が再演した時には筑波山の狐がこの『汐汲』を含む五変化を踊って見せるという設定があり、それが今でも花道のすっぽんから現れる演出や振付けに残されている。

## 注
1. ↑  ■の字は、「股」の下に「皿」という字になっている（『国書総目録』に拠る）。
2. ↑  日本百科全書（ニッポニカ）、小学館。